# Cheiragonoidea
Cheiragonoidea is een superfamilie van krabben en heeft als enige familie: 
- Cheiragonidae (Ortmann, 1893)